# アドルフォ・ファルサーリ

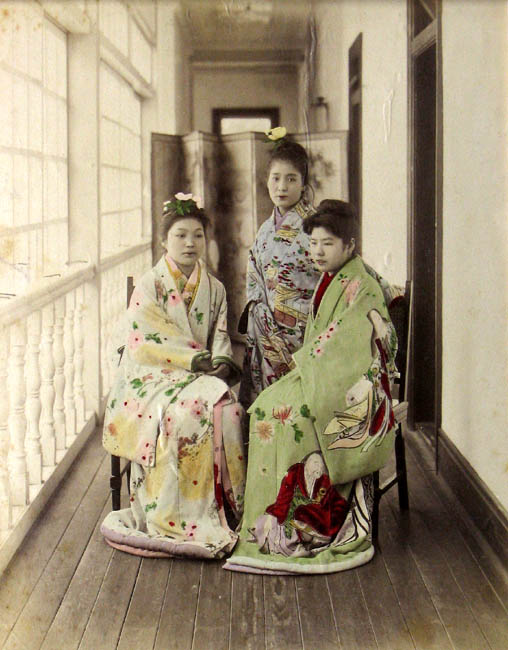
縁側の三人の遊女(Three Maiko posing on an engawa)。, いでたちから横浜のラシャメンであろう。彩色写真 1885年

アドルフォ・ファルサーリ（Adolfo Farsari, 1841年2月11日 - 1898年2月7日）は明治時代に横浜を拠点に活躍したイタリア人の写真家。ファーサリ、ファサリとも呼ばれる。彼はアメリカ南北戦争に参加するなど短期間軍務に就いたあと、実業家、商業写真家として成功を収めた。当時彼の写真、特に彩色肖像写真と風景写真は高く評価され、外国人居住者や旅行者の間で評判となる。ファルサーリの写真は本や刊行物などで広く流布し、ときには他メディアのアーチストによって再現されることもあった。それらは日本の人々や景観に対する外国人への印象に大きな影響を及ぼした。
ファルサーリの写真スタジオは、日本で外国人が所有していたスタジオとしては過去最大のもので、当時の日本では最も大規模で数多くの作品を発表している。ファルサーリの正確な技術水準と事業家としての手腕は、日本の写真技術向上に多大な貢献をした。

## 前半生
ファルサーリはロンバルド＝ヴェネト王国のヴィチェンツァ（当時はオーストリア帝国の支配下、現在はイタリア）に生まれた。1859年にイタリア軍に参加し、その後1863年にアメリカに移住した。アメリカで熱心な奴隷制度廃止運動家となり、南北戦争終結までニューヨーク州の北軍義勇騎兵軍の一員として従軍する。彼はアメリカ人と結婚し二人の子供をもうけたが、1873年に離婚し単身で日本へ渡った。
日本では横浜を活動拠点とし、E.A.サージェント (E.A. Sargent) とパートナーシップを結び、サージェント=ファルサーリ商会 (Sargent, Farsari & Co.,) を設立する。この商会では喫煙具、文具、名刺、新聞、雑誌、小説、日英会話本、辞書、ガイドブック、観光地図、日本の観光写真などを扱っていた。これらの観光写真の撮影者は伝わっていないが、ファルサーリ自身は箱根の宮ノ下温泉、横浜などの観光地図を作成している。
その後サージェントとのパートナーシップを解消し、彼はファルサーリ商会 (A. Farsari & Co.,) を設立する。この商会で『Keeling's Guide to Japan』という日本の旅行ガイドブック、『外国人旅行者のための日本の単語、成句集 (Japanese Words and Phrases for the Use of Strangers) 』を自ら執筆、出版した。
1880年7月当時、この商会は旅行本を最も多く出版した会社であり、日本の旅行ガイドブックを最初に出版した会社であった。

## 写真家としてのキャリアとファルサーリ商会

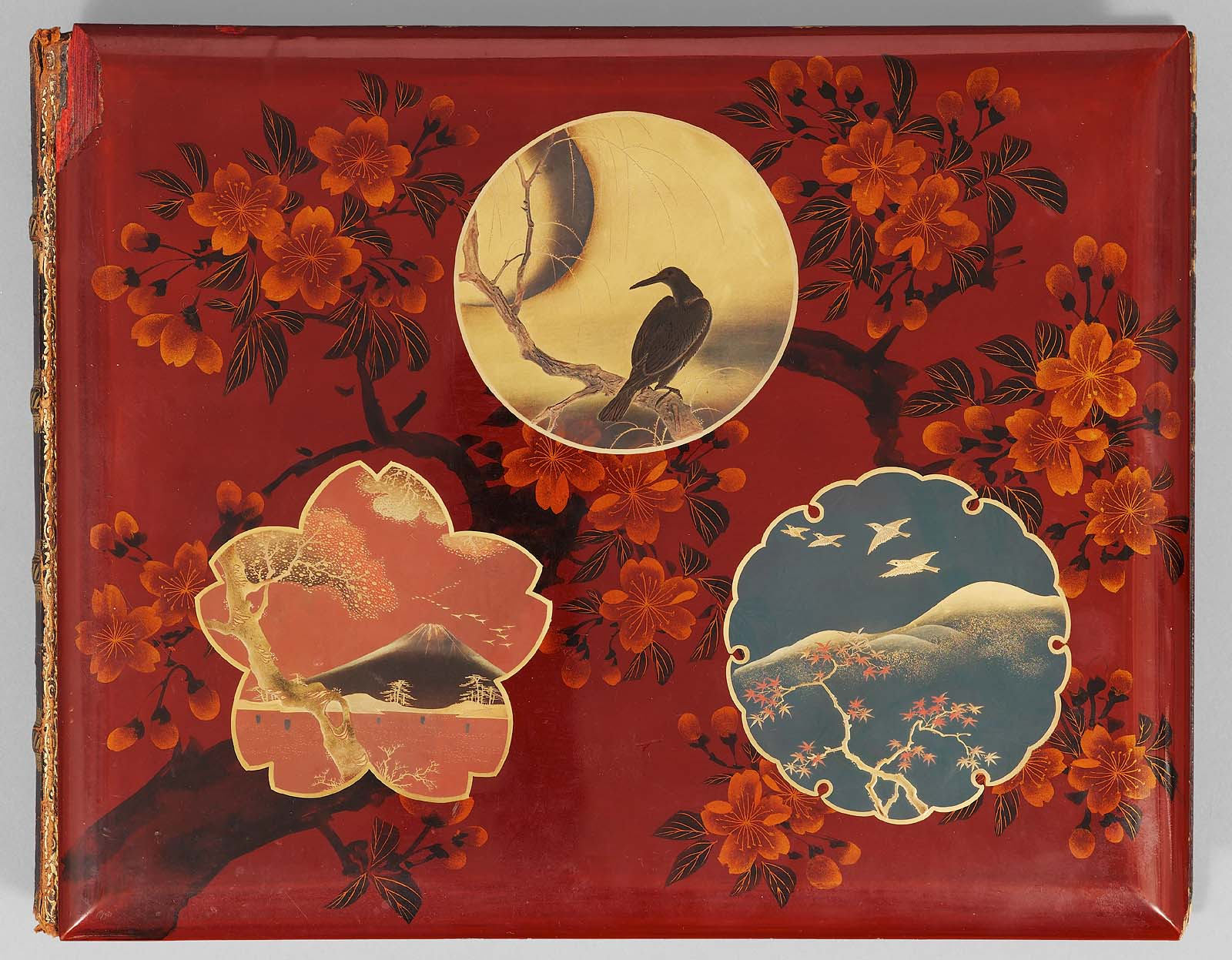
蒔絵アルバムカバー, 1890年

1883年にファルサーリは商業写真の分野へも事業を拡大すべく、独学で写真術を学びだした。1885年には日本人写真家の玉村康三郎と提携し、シュティルフリート・アンド・アンデルセン スタジオを買収、15人の日本人従業員を雇い入れた。
このスタジオには1877年にフェリーチェ・ベアトが撮影した写真が残されていた。
ファルサーリと玉村とのパートナー関係がいつまで続いたかははっきりしておらず、数年後にはお互いに競合する関係になっている。ファルサーリは1885年にさらに事業を拡大しており、デイヴィッド・ウェルシュの「横浜写真商会 (Yokohama Photographic Company) 」が倒産した時にはその建物を買い取って移り住んだ。
このころには横浜だけではなく、神戸と長崎にも代理人がいたといわれている。
1886年終わりには、ファルサーリと中国人写真家のTong Cheongの二人だけが日本で活動していた外国人商業写真家で、そのTong Cheongも数年後に日本を去ることとなる。
1886年2月に火災が発生し、所蔵していたネガがすべて消失してしまったため、その後ファルサーリは5カ月に渡って日本中を旅し、新しい写真を撮影している。1887年にスタジオを再開し、1889年には1,000枚を超える日本の風景写真や風俗写真を所蔵していた。
シュティルフリート・アンド・アンデルセンスタジオの買収によりベアトとライムント・フォン・シュティルフリート の業績を引継いだファルサーリは、写真集も手がけるようになった。彼のスタジオではモノクロの鶏卵紙写真 (Albumen print) を人工彩色したものをアルバムに仕立てて販売した。これらのアルバムのページは手作業で装飾されており、綾織や、象牙、真珠、金などを用いた蒔絵や螺鈿細工のカバーで綴じられていた（蒔絵アルバム）。
ファルサーリはその当時よく見られたように写真に説明書きをつけ、ナンバリングし、ときには黒地に白文字でこれらを書いている。
ファルサーリは在留外国人と外国人旅行者にこれらのアルバムを多く販売している。彼は、一日あたり2, 3枚の彩色写真を高品質で仕上げることが出来る熟練した職人を雇っていた。
ファルサーリは写真の彩色が実物そのままで、最高の素材を使用して彩色されていることを保証しており、それらは高価であったが、顧客から高い評価を受け、1889年に横浜を訪れたラドヤード・キップリングにも絶賛された。
また、この年にファルサーリは豪華な蒔絵アルバムをイタリア王に献上している。
1890年代には彼のスタジオの評価は日本の皇室御料地の撮影権を独占するまでに高まった。
ファルサーリ商会では、将来見込みがあると見なされた彩色職人はファルサーリ自身から面接を受け、日本画の技術に精通しているかどうかを確かめられた。商会に雇われると、数ヶ月の賃金なしの試用期間を経て正式に賃金を受け取るようになる。ファルサーリがその仕事ぶりに満足するにつれて、職人の基本給は着実にあがっていった。有能で真面目な職人は、当時横浜にあった他のスタジオの倍の報酬を得ており、日曜日に仕事をするとさらに倍の日給を得ることができ、その他にも定期的なボーナスや贈り物も受けていた。このような金銭的な好待遇の一方で、ファルサーリは彼の姉妹に、スケジュールを守るためには、職人たちを怒鳴り、罵り、ときには殴りつけて、やる気を出させなければならないと書いた手紙を出している。1891年までにファルサーリ商会は32人の従業員を雇い入れており、そのうち19人は彩色職人であった。

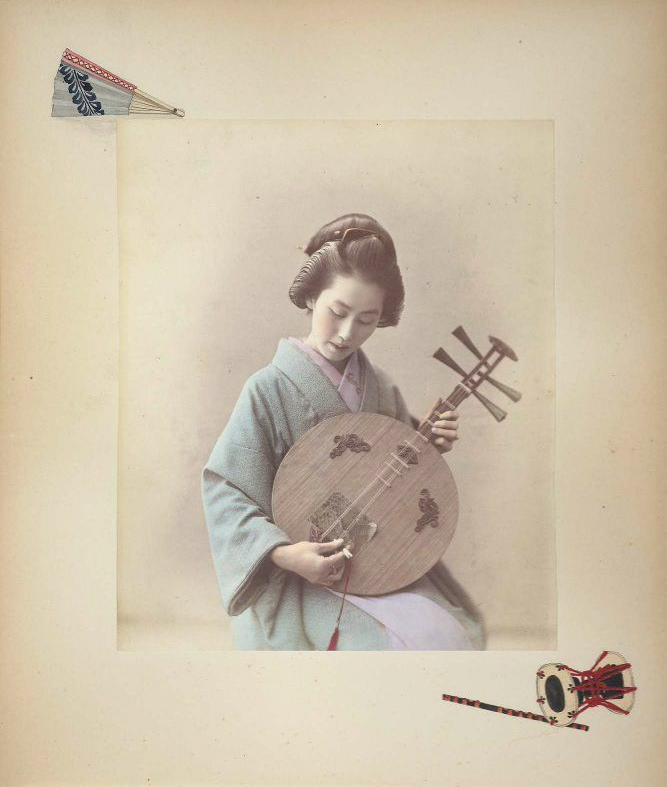
月琴を弾く女性(Woman playing a Yueqin), 彩色写真 1886年

1885年にファルサーリと日本人女性との間に「きく」という名前の娘が生まれているが、この女性と正式に結婚したかどうかは分かっていない。当時の彼の書簡によると、厭世家のように暮らし、仕事とは関係のないごく限られた人々とのみ交際していると書いており、彼のイタリアへの望郷の念がますますつのっていたことを表しているとされる。彼はアメリカに移住したときに失ったイタリア市民権を回復しようと試みており、さらに騎士階級になりイタリア貴族階級の一員となることを望んでいた。ファルサーリのこういった希望が叶ったかどうかはよくわかっていないが、1890年に彼と彼の娘は日本を離れイタリアに向かっている。その後ファルサーリは1898年2月7日に故郷のヴィチェンツァで死去した。
1890年にファルサーリが日本を離れてからも、ファルサーリを名目上の経営者として横浜のスタジオは存続し、1901年以降は数人の日本人が経営者となり、1906年までは会社として登録されていた。その後も少なくとも1917年まではスタジオとして活動していたが、1923年の関東大震災の被災によりその歴史に終止符を打つこととなる。ファルサーリ商会は、日本で外国人が所有していた、最後の著名な写真スタジオとなった。

## ファルサーリと横浜写真
ファルサーリは写真について姉妹に宛てた書簡に「写真を撮るということは、単純に機械的なことだ」と書いている。写真家として自分の作品を評価するにあたり「私には写真の教師はおらず、すべて本から学んだ。必要な機材はすべて購入し、誰からの助けもなしに現像し、撮影した。そうして私は他の人々に教えることができるまでになったのだ」と彼は述べている。
もちろん、ファルサーリは独自の孤立した活動をしていたわけではない。1860年代から1880年代まで、ファルサーリ同様横浜で活動していた多くの外国人、日本人商業写真家たちの写真（特に彩色写真）やその作風は「横浜写真」と呼ばれるようになる。ファルサーリや、ベアト、シュティルフリート、玉村康三郎、日下部金幣、小川一真、内田九一といった写真家は、その構成や着色において西洋的写真技術と浮世絵などの日本の伝統芸術との融合を主眼とした作品を産みだした。
これらの写真は明治時代の日本、そして当時の日本人に対する諸外国の印象を構成する重要な要素となる。興味深いことに、これらの写真は日本人が自分たちの国を見つめ直すきっかけにもなった。

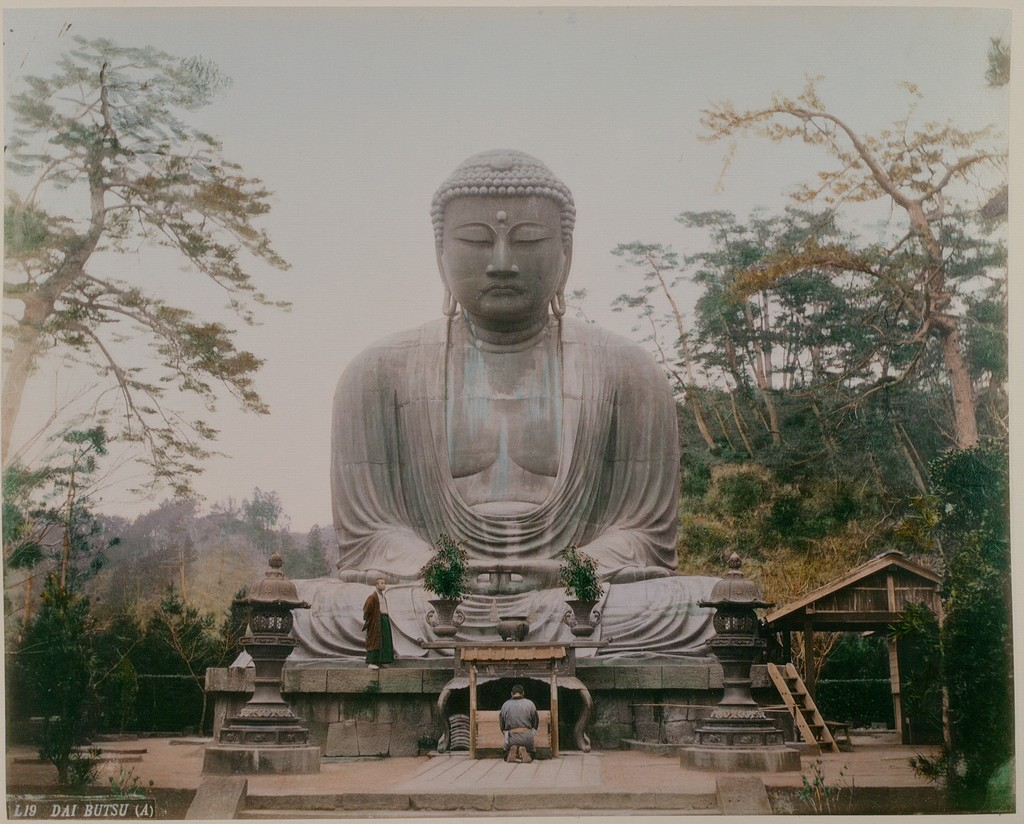
鎌倉高徳院の大仏(Dai Butsu), 彩色写真 1885年 - 1890年

さらにこういった写真を通じて、各国の写真家が自分たちが興味を持った日本の風景や、それまでほとんど意識されていなかった諸外国からの日本人に対する関心をひきだすこととなった。当時から今にいたるまで有名なモチーフは鎌倉高徳院の大仏像や、かつては拝観が制限されていた徳川将軍家霊廟の日光東照宮である。
ファルサーリを始め19世紀の商業写真家たちは、被写体の主題を選定するにあたって二つのことを意識していた。それは日本の美しい景観と、そこに暮らしている人々の風俗風習である。これらの主題は日本に対する外国人の趣味嗜好に合わせて選ばれた。写真家の個人的な美意識、好み、思い入れとは関係なく、単に実利的な理由からであった。
写真制作には金がかかり、当然ながら購入するにも金がかかったのである。1870年代の日本では肖像写真の価格は撮影されている人数で決まっており、一人当たり2分（にぶ、1両の半分）で、これは当時の熟練した職人の1か月分の給金とほぼ同じである。
このような高価な価格であったため当時の日本人で購入するものはほとんどおらず、顧客のほとんどは植民地行政官、宣教師、貿易商、軍人といったヨーロッパやアメリカ出身の外国人居留者であった。
その後1870年代初めごろには観光客も顧客となっている。観光客にアピールするために写真家たちは撮影の際に不自然な演出を行うことがよくあり、特に日本の「風俗と風習」を撮影した写真にその傾向が強い。

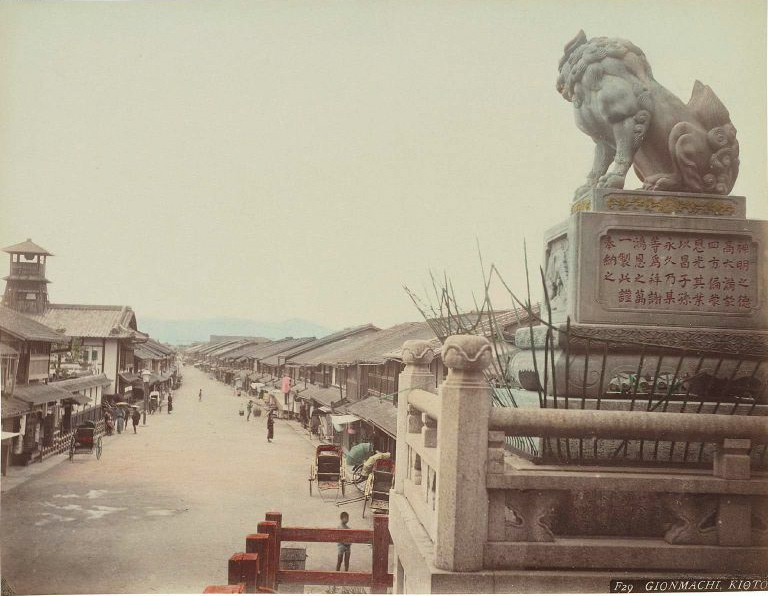
京都・祇園町(Gionmachi, Kioto), 彩色写真 1886年

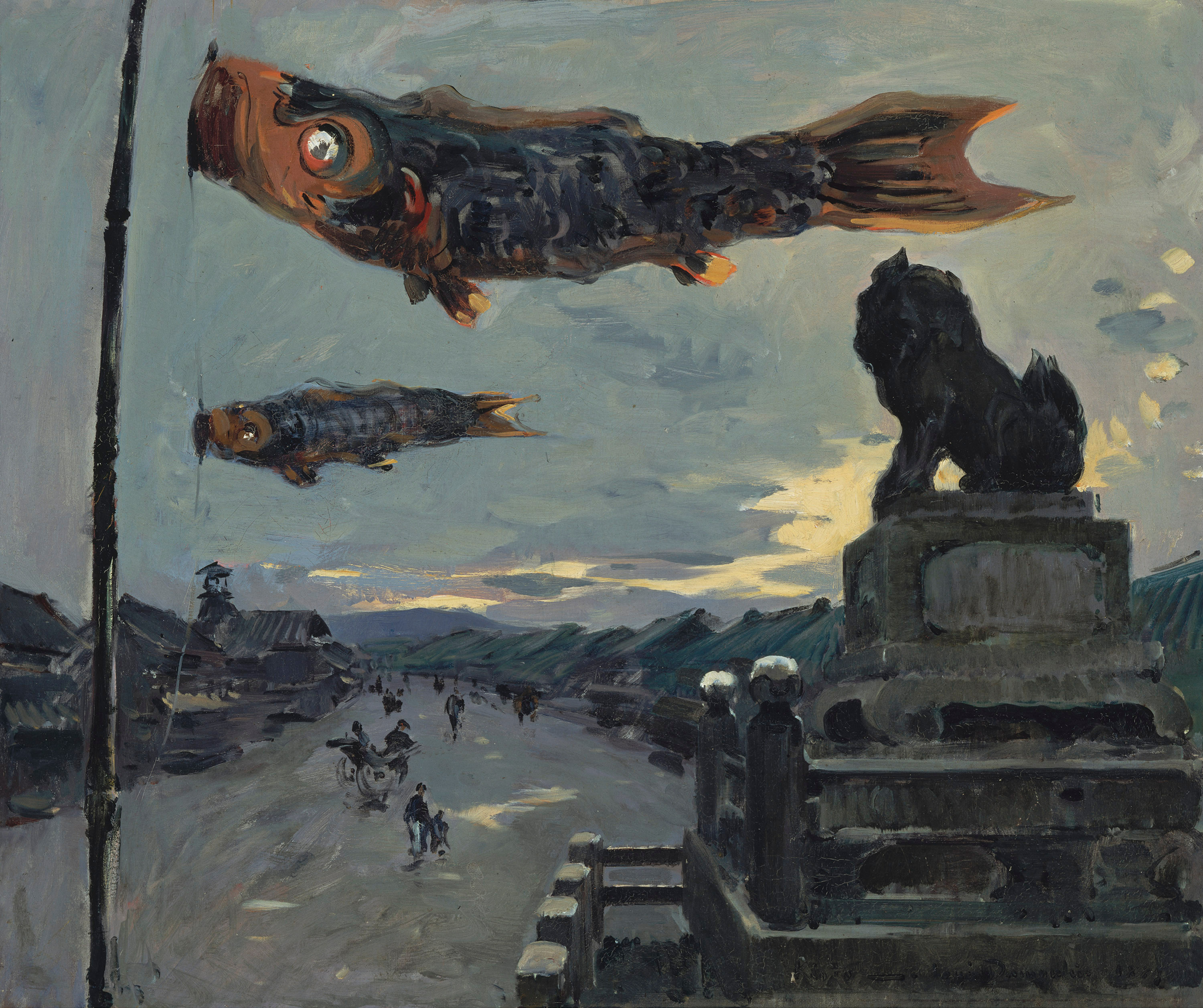
横浜・端午の節句(Boys' Festival from the Bluff, Yokohama), ルイ=ジュール・デュモラン, 油彩 1888年

1885年にチャールズ・J・S・マーキンは日本旅行記である『Land of the Rising Sun, Being a Short Account of Japan and the Japanese』の中で、ファルサーリの写真をもとに描かれたイラストを使用している。
写真製版技術がまだ発達していなかった時代には、写真をもとに絵画やイラストを描くことはごく一般的なことであった。画家、漫画家であったチャールズ・ワーグマンは、友人でときにはパートナーでもあったフェリーチェ・ベアトの写真から多くの絵を描き、『イラストレイテッド・ロンドン・ニューズ (Illustrated London News) 』に寄稿している。写真とその写真をもとに描かれた絵画との関連性は公にはされなかったことも多かった。フランス人画家のルイ=ジュール・デュモラン(Louis-Jules Dumoulin)が1888年に描いた『横浜・端午の節句 ( Boys' Festival from the Bluff, Yokohama ) 』という油絵は、ファルサーリの写真の『京都・祇園町 (Gionmachi, Kioto ) 』から多くのモチーフを持ち込んでいる。
この絵は京都を撮影したファルサーリの写真に非常によく似ているため、現在では題名の地名が変更され『京都の鯉のぼり (Carp Banners in Kyoto) 』と呼ばれている。
撮影技術が発達し、誰でも写真撮影ができるようになる以前は、ファルサーリのような商業写真家は重要な出来事や風景の記録者として非常に大きな存在であった。1899年までの日本では、彼らのような写真家は特に重要であった。明治政府が外国人は日本国内を旅行する際には通行許可証が必要であるとしたため、日本で活動する商業写真家は逆にその通行許可証を用いて立ち入りが制限されていた場所にも入ることが可能で、貴重な写真を撮影することができたのである。しかしながらファルサーリは、1889年には横浜を訪れる旅行者のおよそ半数は素人写真家だろうと予想し、素人写真家の数が増えることによって商業写真のビジネスが大きな影響を受けるのは明らかだと考えた。ファルサーリはこういった素人写真家に自分のスタジオを訪れさせ、何とかして商品を売るために、暗室を開放し誰でも使用できるようにした。

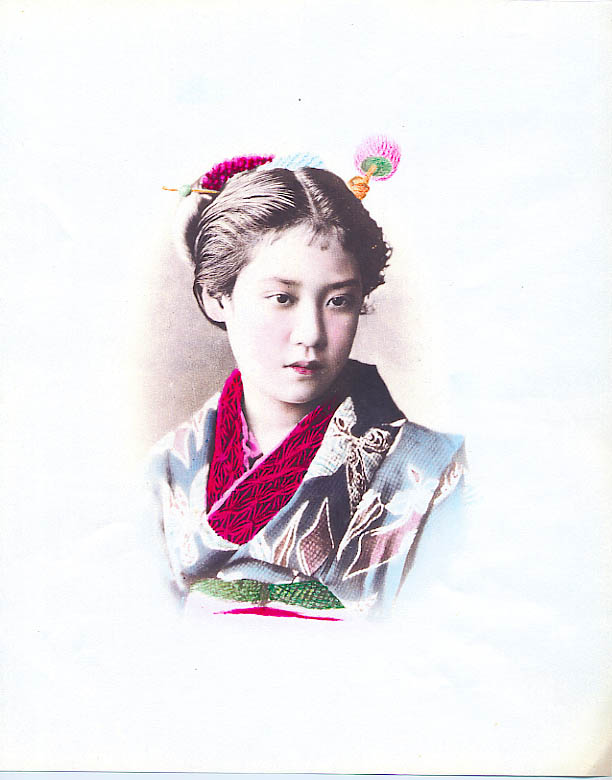
士官の娘(Officer's Daughter), 彩色写真 1880年代

19世紀の写真家たちは、入手した他人の写真を自分の作品として販売することが頻繁にあったため、現存する写真がファルサーリの作品かどうかを識別するのは困難である。このことは様々な商業写真家同士の、在庫やネガのごくありふれた交換によるものかも知れず、フリーの素人写真家が複数のスタジオに自分の写真を売ったことによるものかも知れない。
現在ファルサーリの作品だと見なされている写真が、実はベアト、シュティルフリーﾄ・アンド・アンデルセンスタジオ、あるいは日下部の作品という可能性もある。
『士官の娘 (Officer's Daughter) 』と呼ばれる写真は、ファルサーリ、シュティルフリート、日下部など様々な写真家の作品といわれており、はっきりしていない。
ファルサーリ商会はその活動期間を通じて、日本の写真技術が外国の写真家に密接に関係しその影響を受けていた初期の時代から、日本が独自の写真技術を確立するまでの時代という、日本の写真技術発展の転換期に大きな役割を果たした。最初期の写真家たちに続いて、優れた機材の使用、美術品とも称されるアルバムに収められた洗練された写真、スタジオの作品の販売を促進するファルサーリ独自の観光客に向けた出版物などにより、ファルサーリ商会は日本における商業写真の発展に著しい貢献を果たした。

## 業績への評価
当時、ファルサーリ商会の作品は高い評価を受け、人気を集めていた。キプリングの賞賛だけでなく、自身写真家で、多くの写真技術に関する著書を持つウィリアム・K・バートンは、1887年に「ファルサーリの作品以上に優れた彩色写真は、今まで見たことがない」と評価している。
同年、ファルサーリの作品に対する賞賛の記事が「Photographic Times and American Photographer」に掲載され、「技術的にほぼ完璧」であると記述されている。さらに、以前は全くアメリカ人に馴染みがなかった日本人の生活描写や、日本の自然の美しさに対する印象を喚起する点において「芸術的に調和が取れている」としている。
一方後年には異なった意見が出された。1988年に、芸術・写真の歴史家であるエレン・ハンディ (Ellen Handy) は、ファルサーリ商会が「大量の風景写真のアルバムを出版したことでよく知られているが、写真の品質と人工彩色の精緻さについてはまったく考慮していない」と述べている。
アジアでの初期写真技術の専門家であるテリー・ベネット (Terry Bennett) はファルサーリの作品について「調和しておらず、ベアト、シュティルフリート、日下部らの写真に見られた優れた特質を欠いている」としている。ただし一方でベネットは、ファルサーリが熟練した職人を雇用、最上の紙を使用し、「驚くべき彩色写真」を製作したとも書いている。
古写真研究家のセバスチャン・ドブソン (Sebastian Dobson, 1965 -) は、ファルサーリ（その他、当時横浜で活動していた写真家、特に日下部と玉村）の作品が持つ芸術的・歴史的な意義は長期にわたって再評価を繰り返されており、その過程で、旅行者向けのキッチュであるとして忘れ去らたこともあったし、「19世紀に西洋で流行した異国趣味に迎合したものであると考えられた」こともあったとしている。
現在ファルサーリの写真とアルバムは多くの美術館、個人コレクションに所蔵されている。2004年にはボストン美術館で彼の作品の特別展が開催された。

## ギャラリー

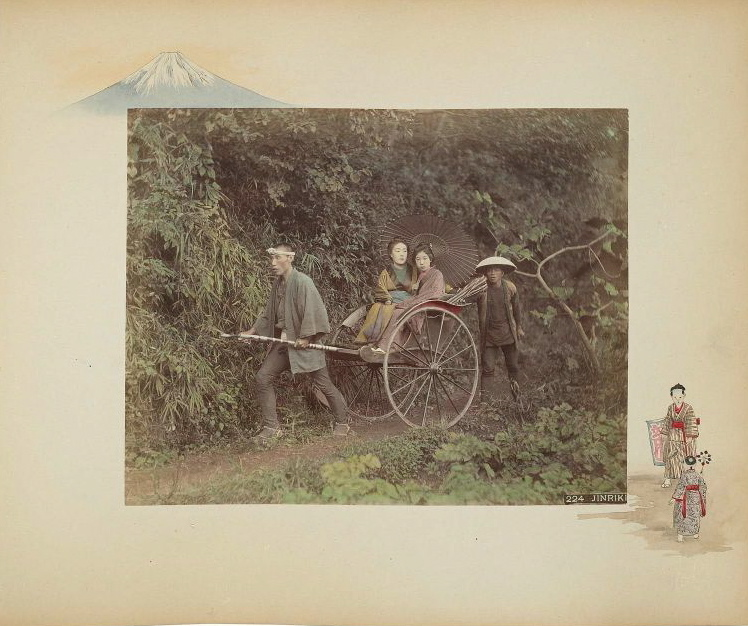
人力車(Jinriki), 1886年
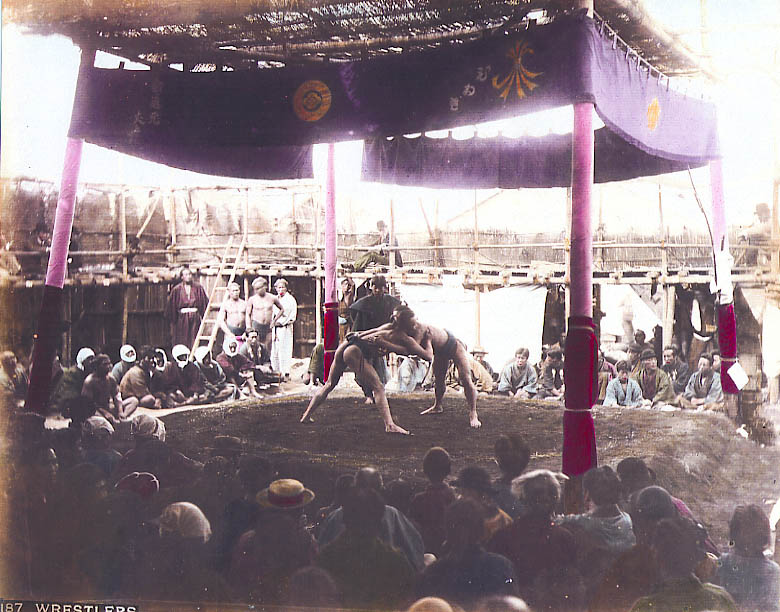
力士(Wrestlers), 1886年
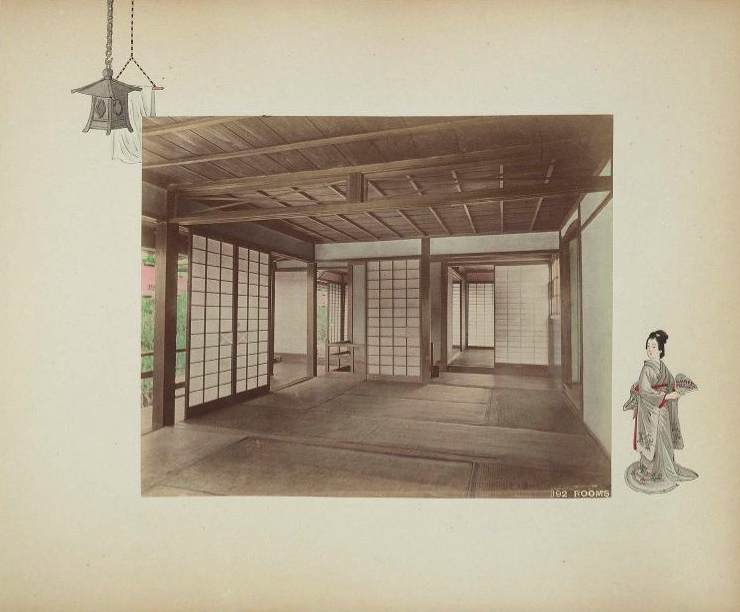
和室(Rooms), 1886年
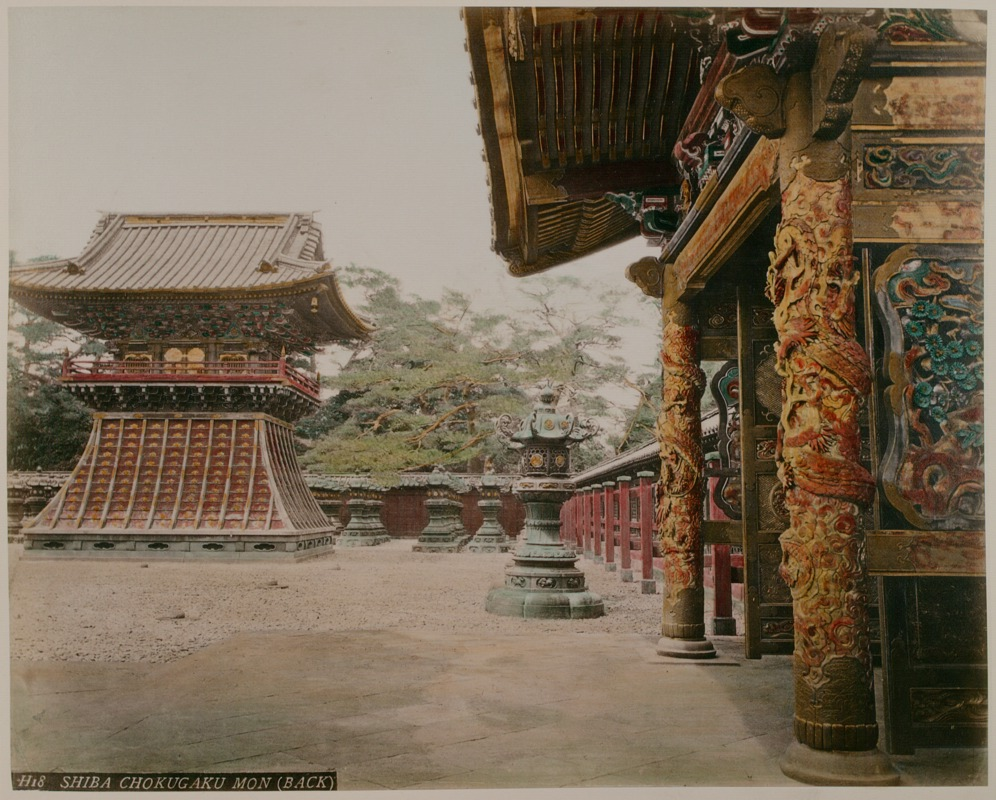
東京・増上寺勅額門(Shiba Chokugaku Mon)1885年 - 1890年
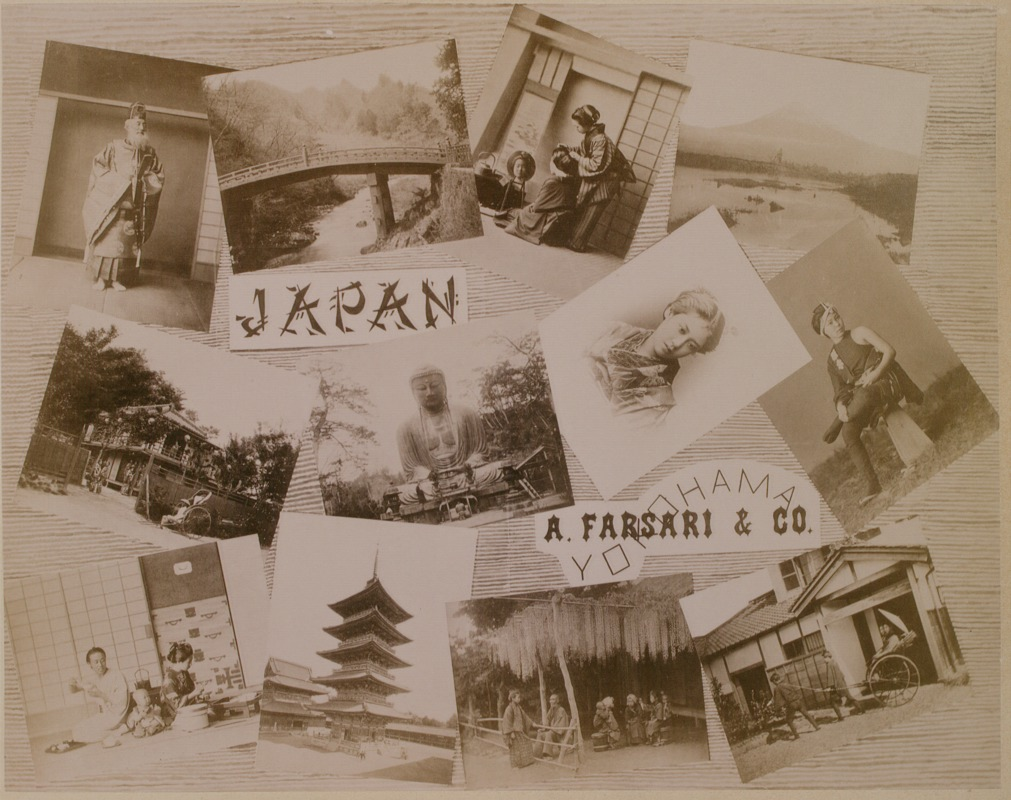
日本(Japan), 1885年 - 1890年
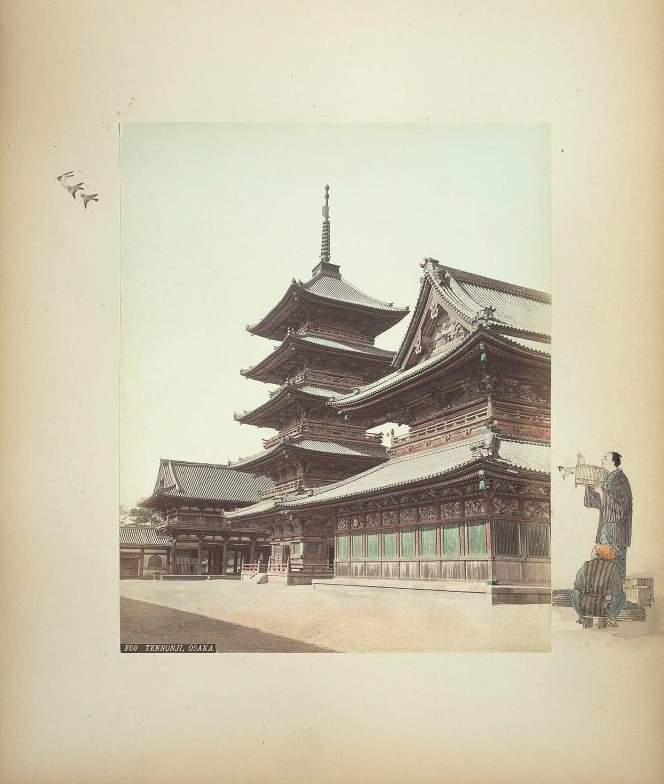
大阪・四天王寺(Tennonji, Osaka''), 1885年 - 1890年
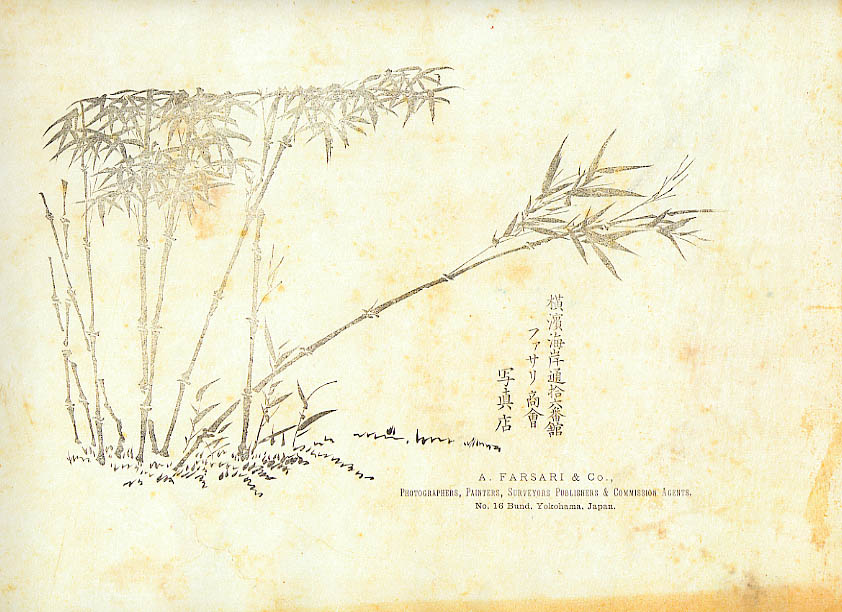
蒔絵アルバムのタイトルページ